# Krepšinio klubas Neptūnas Klaipėda
Il K.K. Neptūnas Klaipėda è una società cestistica avente sede nella città di Klaipėda, in Lituania. Fondata nel 1964, gioca nel campionato lituano.
Disputa le partite interne nel Neptūnas Hall.

## Roster 2020-2021
Aggiornato al 18 febbraio 2021.
|    | Naz.                   | Ruolo | Sportivo              | Anno | Alt. | Peso | Note |
| -- | ---------------------- | ----- | --------------------- | ---- | ---- | ---- | ---- |
| 1  | Lituania (bandiera)    | G     | Tadas Pažėra          | 1998 | 194  | 89   |      |
| 4  | Lituania (bandiera)    | P     | Žygimantas Janavičius | 1989 | 193  | 80   |      |
| 5  | Lituania (bandiera)    | G     | Evaldas Šaulys        | 1993 | 191  | 87   |      |
| 6  | Lituania (bandiera)    | C     | Norbertas Giga        | 1995 | 208  | 113  |      |
| 7  | Lituania (bandiera)    | PG    | Martynas Mažeika      | 1985 | 192  | 80   |      |
| 8  | Lituania (bandiera)    | G     | Aidas Einikis         | 1996 | 194  | 92   |      |
| 10 | Stati Uniti (bandiera) | P     | Darrin Dorsey         | 1987 | 188  | 86   |      |
| 11 | Lituania (bandiera)    | A     | Džiugas Slavinskas    | 1998 | 202  | 97   |      |
| 13 | Lituania (bandiera)    | P     | Adomas Sidarevičius   | 2001 | 188  | 78   |      |
| 15 | Lituania (bandiera)    | C     | Benas Griciūnas       | 1994 | 213  | 109  |      |
| 21 | Lituania (bandiera)    | C     | Simas Galdikas        | 1987 | 203  | 118  |      |
| 23 | Lituania (bandiera)    | GA    | Matas Jogėla          | 1998 | 201  | 86   |      |
| 24 | Lituania (bandiera)    | AG    | Klaidas Metrikis      | 2000 | 204  | 104  |      |
| 34 | Lituania (bandiera)    | AG    | Giedrius Stankevičius | 1996 | 207  | 89   |      |
| 77 | Lituania (bandiera)    | AP    | Nojus Mineikis        | 2000 | 201  | 90   |      |

### Staff tecnico
| Allenatore: | Tomas Gaidamavičius                |
| Assistente: | Sandis Buškevics, Audrius Mineikis |